# Giro de Italia 1913
La 5.ª edición del Giro de Italia se disputó entre el 6 y el 22 de mayo de 1913, con un recorrido de 9 etapas y 2932 km, que el vencedor completó a una velocidad media de 26,379 km/h. La carrera comenzó y terminó en Milán.
Tomaron la salida 99 participantes, de los cuales sólo 35 llegaron a la meta final.
Carlo Oriani fue el vencedor en la clasificación general, por delante de Eberardo Pavesi y Giuseppe Azzini, ambos ganadores de dos etapas.
Fue el último Giro de Italia en el que la clasificación por general se realizaba por puntos y no por tiempo, y el primero en que un ciclista lograba vencer en una edición del Giro sin sumar ningún triunfo de etapa. Este también fue el último Giro disputado por el primer vencedor, Luigi Ganna, y el primero disputado por Costante Girardengo, que además sumaba la primera de sus 30 victorias parciales.

## Etapas
| Etapa     | Fecha     | Recorrido                  | type | Distancia (km) | Ganador             | Líder            |
| --------- | --------- | -------------------------- | ---- | -------------- | ------------------- | ---------------- |
| 1.ª etapa | 6 de may  | Milán – Génova             |      | 341            | Giuseppe Santhià    | Giuseppe Santhià |
| 2.ª etapa | 8 de may  | Génova – Siena             |      | 332            | Eberardo Pavesi     | Pierino Albini   |
| 3.ª etapa | 10 de may | Siena – Roma               |      | 317,9          | Giuseppe Santhià    | Giuseppe Santhià |
| 4.ª etapa | 12 de may | Roma – Salerno             |      | 341            | Giuseppe Azzini     | Giuseppe Santhià |
| 5.ª etapa | 14 de may | Salerno – Bari             |      | 295,6          | Giuseppe Azzini     | Eberardo Pavesi  |
| 6.ª etapa | 16 de may | Bari – Campobasso          |      | 256            | Costante Girardengo | Eberardo Pavesi  |
| 7.ª etapa | 18 de may | Campobasso – Ascoli Piceno |      | 313,2          | Clemente Canepari   | Giuseppe Azzini  |
| 8.ª etapa | 20 de may | Ascoli Piceno – Rovigo     |      | 413,8          | Lauro Bordin        | Carlo Oriani     |
| 9.ª etapa | 22 de may | Rovigo – Milán             |      | 321,5          | Eberardo Pavesi     | Carlo Oriani     |

## Clasificaciones

### Clasificación general
| Clasificación general |                     |         |                            |
| Ciclista              | Ciclista            | Equipo  | Puntos                     |
| --------------------- | ------------------- | ------- | -------------------------- |
| 1.º                   | Carlo Oriani        | Maino   | 165 h 15 min 56 s - 37 pts |
| 2.º                   | Eberardo Pavesi     | Legnano | 43 pts                     |
| 3.º                   | Giuseppe Azzini     | OTAV    | 48 pts                     |
| 4.º                   | Pierino Albini      | Legnano | 61 pts                     |
| 5.º                   | Luigi Ganna         | Ganna   | 64 pts                     |
| 6.º                   | Costante Girardengo | Maino   | 74 pts                     |
| 7.º                   | Leopoldo Torricelli | Maino   | 74 pts                     |
| 8.º                   | Giuseppe Contesini  | Globo   | 81 pts                     |
| 9.º                   | Giovanni Cervi      | Gerbi   | 82 pts                     |
| 10.º                  | Giovanni Rossignoli | Globo   | 89 pts                     |

### Clasificación por equipos
| Clasificación por equipos |         |         |
| Equipo                    | Equipo  | Puntos  |
| ------------------------- | ------- | ------- |
| 1.º                       | Maino   | 185 pts |
| 2.º                       | Legnano | 201 pts |
| 3.º                       | Globo   | 302 pts |
| 4.º                       | OTAV    | 305 pts |